# هولي هوستون
هولي هوستون (بالإنجليزية: Holly Houston)‏ (25 سبتمبر 1989 في أستراليا - ) هي لاعبة كرة قدم أسترالية في مركز الوسط. لعبت مع كانبيرا يونايتد.

## وصلات خارجية
- هولي هوستون على موقع قاعدة بيانات كرة القدم.إي يو (الإنجليزية)